# Генрих I (герцог Брауншвейг-Люнебурга)
Генрих I Мягкий (нем. Heinrich I. der Milde; ок. 1355 — 14 октября 1416) — герцог Брауншвейг-Люнебурга, правитель Брауншвейг-Вольфенбюттеля в 1400—1409 годах и Люнебурга с 1388 года из династии Вельфов. Основатель средней Брауншвейгской линии. Четвёртый сын Магнуса II.

## Биография
Сначала Генрих I правил в Люнебурге совместно с братом Бернхардом. Когда в 1400 году был убит их брат Фридрих, они присоединили к своим владениям Брауншвейг-Вольфенбюттель. В 1409 году они разделили своё княжество: Бернхард получил Вольфенбюттель, Генрих — Люнебург.
В 1404 году Генрих был захвачен в плен графом Липпе Бернхардом VI, освободился, заплатив выкуп. После смерти графа Герхарда Шлезввигского — мужа своей сестры — помог защитить Шлезвиг от вторжения Маргариты Датской.
Генрих I старался поддерживать в своих владениях мир и порядок, отсюда его прозвище Мягкий — der Milde.

## Семья и дети
Первая жена — София (ок. 1370—1406), дочь герцога Померании Вартислава VI. Дети:
- Вильгельм I Победоносный (1392—1482), герцог Брауншвейг-Люнебурга в 1416—1428, герцог Брауншвейг-Вольфенбюттеля в 1428—1432 и 1473—1482, герцог Брауншвег-Каленберга с 1432, герцог Брауншвейг-Гёттингена с 1463
- Катарина (1395—1442), жена Фридриха I Саксонского (1370—1428).

Вторая жена (свадьба — 30 января 1409) — Маргарита Гессенская (1389—1446), дочь ландграфа Германа II. Сын:
- Генрих II Миролюбивый (1411—1473), герцог Брауншвейг-Люнебурга в 1416—1428, герцог Брауншвейг-Вольфенбюттеля с 1428.